# Cheshmeh Rashīd
Cheshmeh Rashīd (persiska: چِشمِه پَهن وَ چِشمِه رَشيد, Cheshmeh Pahn va Cheshmeh Rashīd, چشمه رشيد) är en del av en befolkad plats i Iran.   Den ligger i provinsen Ilam, i den västra delen av landet, 500 km väster om huvudstaden Teheran. Cheshmeh Rashīd ligger 1 268 meter över havet och antalet invånare är 274.
Terrängen runt Cheshmeh Rashīd är kuperad åt nordost, men åt sydväst är den bergig.Runt Cheshmeh Rashīd är det ganska glesbefolkat, med 39 invånare per kvadratkilometer. Närmaste större samhälle är Īlām, 14,4 km sydväst om Cheshmeh Rashīd. Omgivningarna runt Cheshmeh Rashīd är i huvudsak ett öppet busklandskap.